# Lori Petty
Lori Lee Petty (ur. 14 października 1963 w Chattanoodze w stanie Tennessee) – amerykańska aktorka, reżyserka filmowa i scenarzystka. Wsławiła się rolą trenerki surfingu agenta Johnny Utah (Keanu Reeves) w filmie Na fali (1991) i jako Kit Keller w komedii sportowej Ich własna liga (1992). Wystąpiła też jako Lolly Whitehill w serialu Netflix Orange Is the New Black (2014–2018).